# 카카오엔터프라이즈
카카오엔터프라이즈(영어: Kakao Enterprise)는 2019년 12월 설립된 인공지능 기반의 플랫폼과 솔루션을 개발하는 전문 기업이다. 카카오의 사내독립기업(CIC) 'AI랩'이 분사한 회사로, AI랩은 그동안 카카오 안에서 인공지능(AI), 챗봇 등을 개발하고 운영해 왔다. 카카오엔터프라이즈는 기업형(엔터프라이즈) IT 시장에서 서비스형 인프라(IaaS)와 서비스형 플랫폼(PaaS), 서비스형 소프트웨어(SaaS) 분야의 대표 사업자로 자리매김하는 것을 목표로 하여 2019년 12월 3일 출범하였다.

## 기업의 핵심 가치
- Manifesto: 우리는 꿈을 현실로 만드는 여정에 함께하는 동반자들이다. 우리는 사람들이 자신의 꿈을 실현하는 것을 도움으로써 더 나은 세상을 만드는데 기여한다.
- The way we work: Why not? (당연한 것들에 대한 도전), If Kakao Enterprise (카카오스러운 생각에 대한 기대)
- 카카오만의 기술과 경험, 그리고 차별적인 경쟁력으로 더 많은 비즈니스와 산업을 새롭게 바꾼다.[1]

## 기업 슬로건
- Connect. Solve. Create. +AI
- 모든 것에 AI를 더하여 연결하고, 문제를 해결하고, 새로운 가치를 창조한다.

## KakaoWork
2020년 9월 16일에 카카오의 첫 워크 플랫폼인 카카오워크를 출시했다. 주요한 특징은 아래와 같다.
- 카카오톡과 비슷한 UI
- 화상회의, 전자결제, 근태관리, 외부 앱 연동 지원
- 강력한 통합 검색과 AI 어시스턴트 탑재

주요 캐치프레이즈로는 '요즘 일하는 방식, 카카오워크', '일상말고 일에서만 만나, 카카오워크'가 있다.

## 주요 기술

Kakao i 플랫폼

카카오 통합 인공지능 플랫폼 카카오 아이(Kakao i)는 카카오가 보유한 핵심 기술이자 미래 기술의 집약체이다. 다양한 AI 엔진을 기반으로 한 Kakao i는 파트너와 함께 사용자 인터페이스의 혁신을 만들어간다. ‘Kakao i’의 기술은, 음성을 알아듣고, 대화를 이해하며, 이미지를 인식하고, 수많은 데이터를 확인하여 사용자가 원하는 것을 정확히 찾아줄 수 있다.

## Kakao i Engine
- 시각엔진[2]
  - 얼굴 검출 : 이미지내 모든 사람의 얼굴 위치를 찾고, 3D 각도, 나이, 성별 예측하는 기술
    - 데모 바로가기 보관됨 2019-12-01 - 웨이백 머신

  - 상품 검출 : 이미지에 포함된 상품들의 위치와 종류를 검출하는 기술
    - 데모 바로가기 보관됨 2019-12-01 - 웨이백 머신

  - 스마트 썸네일 : 이미지를 분석하여 서비스 니즈에 맞는 썸네일 자동 생성하는 기술
    - 데모 바로가기 보관됨 2019-12-01 - 웨이백 머신

  - 멀티 태그 생성 : 이미지에서 각종 정보를 추출하여 여러 가지 태그를 생성하는 기술
    - 데모 바로가기 보관됨 2019-12-01 - 웨이백 머신

  - 성인 이미지 판별 : 이미지가 성인물에 해당하는지 판별하는 기술
    - 데모 바로가기 보관됨 2019-12-01 - 웨이백 머신

  - 유사 이미지 검색 : 입력된 이미지와 비슷한 이미지를 빠르고 정확하게 찾아주는 기술
  - 꽃 검색 : 꽃 이미지를 분석하여 정확한 품종을 알려주는 기술
  - 얼굴 인식 : 이미지속의 얼굴이 누구인지 인식하는 기술
  - 헤어 컬러 변환 : 이미지속 헤어 컬러를 가상으로 변환하여 보여주는 기술
  - OCR : 사진이나 이미지에 포함된 문자 영역과 문자를 인식하는 기술

- 음악 엔진[3]
  - 방금그곡 : TV, 라디오 방송에 나오는 음원을 실시간으로 인식하는 기술
  - 음악 검색 : 음악 소리를 듣고 해당 곡의 정보를 알려주는 기술
  - 음악 태깅 : 곡에 따라 19개의 감성, 61개의 tag를 추출하는 기술

- 음성 엔진[4]
  - 음성합성 : Text를 분석하여 음성으로 변환하는 기술
    - 데모 바로가기 보관됨 2021-10-24 - 웨이백 머신

  - 음성인식 : 음성을 분석하여 Text로 변환하는 기술
    - 데모 바로가기 보관됨 2021-10-24 - 웨이백 머신

  - 핵심어 검출 : 음성에서 특정 키워드를 추출해서 인식하는 기술
  - 화자 인식 : 입력된 음성을 미리 등록된 DB와 비교하여 화자가 누구인지 식별하는 기술

- 번역 엔진[5]
  - 번역 : 다국어 번역 처리 기술을 적용해 언어간 소통을 원활하게 하는 기술
    - 번역 서비스 바로가기

- 대화 엔진[6]
  - 맞춤법 검사기 : 한국어 맞춤법 교정안에 기반하여 문법, 띄어쓰기, 철자, 외래 표기 오류 등을 교정하는 기술
    - 맞춤법 검사기 바로가기

  - 형태소 분석기 : 단어에서 의미를 가지는 최소 단위로 분해하는 기술
    - khaiii 바로가기

  - MRC : 사용자 질의에 답을 찾아주는 검색기술
  - 미니미 : 딥러닝 기반 스몰톡 서비스
  - 심슨 : 질문과 가장 유사한 의미의 정답을 찾아주는 기술

- 추천 엔진[7]
  - 개인화 모델링 : 사용자의 행동 정보와 프로필, 통계 정보 등을 바탕으로 취향, 의도 등을 추정, 예측하는 기술
  - 콘텐츠 모델링 : 음악, 텍스트, 이미지, 동영상 기반의 콘텐츠를 분석하는 기술
  - 맥락 모델링 : 적재 적소에 필요한 콘텐츠, 정보를 제공해주기 위한 기술

## 관련 제품
- 카카오 미니
- 헤이카카오 앱[8]
- 카카오내비[9]
- 현대자동차 소나타[10]
- 외개인아가
- 카카오워크